# العودة إلى عدن
العودة إلى عدن مسلسل تلفزيوني أسترالي تم إنتاجه عام 1983. تدور أحداثه عن قصة مثيرة لانتقام امراة تعرضت للخيانة من قبل زوجها عن طريق سلسلة من الاحداث الدرامية والرومانسية.

## قصة المسلسل
يحكي المسلسل عن سيدة غنية تدعى ريثة ستيفاني هاربر تتزوج لاعب التنس وسيم يدعى جريج مارسدن، وتعتقد انها وجدت الحب الحقيقي. والذي يخونها مع اعز صديقة لها ويحيك المؤامرات للتخلص من ستيفاني حتى يتمكن من أخذ الأموال لها عن طريق دفعها من فوق قارب يبحر في نهر بعد اقتراب تمساح منهم ليضمن انها ماتت بعد هجوم التمساح عليها.

## نجوم المسلسل
- Rebecca Gilling
- James Reyne
- ويندي هيوز  [لغات أخرى]‏

## روابط خارجية
- العودة إلى عدن على موقع IMDb (الإنجليزية)
- العودة إلى عدن على موقع IMDb (الإنجليزية)
- العودة إلى عدن على موقع ليتربوكسد (الإنجليزية)
- العودة إلى عدن على موقع كينوبويسك (الروسية)
- العودة إلى عدن على موقع ألو سيني (الفرنسية)
- العودة إلى عدن على موقع قاعدة بيانات الفيلم (الإنجليزية)